# Mauritiusi réce
A mauritiusi réce (Anas marecula) a lúdalakúak (Anseriformes) rendjébe, ezen belül a récefélék (Anatidae) családjába tartozó faj.

## Előfordulása
Mauritius szigetén élt. Csontjai alapján ismert faj, de a szigetet felkereső tengerészek és kereskedők is beszámoltak róla többször. Először 1681-ben tudósítottak róla. A szemtanúk szerint szürke madár volt és nagy számban népesítette be az erdőben található tavakat és mocsarakat. 
A sziget betelepülése után a mértéktelen vadászat miatt 1693-ra nagyon megritkult és utolsó ismert példányát 1696-ban ejtették el.
Ezenkívül nagyszámú megfigyelő beszélt egy réceféle madárról, mely a szomszédos  Réunion szigetén élt és melyet 1710 környékén pusztítottak ki. 
Annak a madárnak mindmáig nem kerültek elő csontjai, így jelenleg azonosnak tekintik a mauritiusi fajjal.
Úgy tűnik, hogy  a madagaszkári Bernier-réce (Anas bernieri) a legközelebbi rokona.